# Thanh Cảnh Quán Tự Tại Bồ Tát
Thanh Cảnh Quán Âm (tiếng Phạn: Nilakantha, tiếng Trung: 青頸觀音), là một hóa thân Quan Thế Âm Bồ Tát Phật giáo, ứng thân thứ 14 trong 33 ứng thân của Quán Âm Bồ Tát, còn được gọi là "Thanh Cảnh Quán Tự Tại Bồ Tát" (青頸觀自在菩薩), theo truyền thuyết, Bồ tát Quán Âm vì muốn dứt trừ mọi sự sợ hãi, oán nạn cho tất cả chúng sinh nên đã ăn nuốt tất cả chất độc, mọi loại bất thiện uế ác... gom tụ ở cổ mà có cái cổ màu xanh, khiến cho ác ma trong người bị cải tà quy chính.

## Tên gọi
Trong tiếng Phạn Nīlakaṇṭha gồm Nīla là màu xanh, Kaṇṭha là cái cổ. Như vậy Nīlakaṇṭha có nghĩa là cái cổ màu xanh nên gọi là Thanh Cảnh (青頸). Một số bản truyền thừa dịch âm tên này là: Na La Giản Đà, Ni La Kiến Tha, Nễ La Cẩn Trì, Nễ La Kiến Thế, Na La Cẩn Trì... Hoặc ghi nhận tên Phạn là: Nilaghace, Arya Nilaghace, Nīlakaṇṭhi, Nalakiddhi...